# Aldo Arencibia
Gregorio  Aldo Arencibia Guerra, né le 12 mars 1947 à La Havane, a été un coureur cycliste cubain des années 1970. Trois fois vainqueur du Tour de Cuba, il a été présent dans de nombreuses courses hors de Cuba. Il a pris part aux épreuves cyclistes de trois jeux olympiques.

## Surnommé « El bufalo»
Durant sa carrière sportive il gagne un surnom qui semble-t-il correspond autant à son allure physique (1,83 m pour 82 kg) que son aptitude à lancer des échappées.
L'épreuve cycliste qui est le terrain favori de ses coups de pédales est le tour de son île natale Cuba. Il y fait ses débuts en 1967 dans une équipe représentant la province de Güines. Ce sont des débuts où il ne sort pas de l'anonymat. Sélectionné dans la même équipe en 1968, il fait une place de second dans la 5e étape C.E. Camilo Cienfuegos-Holguín. En 1969 il monte d'un degré dans la sélection appartenant à l'équipe de La Havane, mais il n'apparaît dans aucun classement. Ce n'est que lors de la 7e édition de la Vuelta a Cuba qu'il donne la mesure de ses talents. Son équipe de La Havane, qui possède un autre élément de valeur en la personne de Carlos Cardet triomphe au classement collectif, il remporte la 2e étape et termine second de la course.
L'année 1972, il est sélectionné dans l'équipe nationale cubaine. Régulier (il termine second des trois premières étapes) il gagne son premier Tour, en adjoignant à cette victoire, la première place aux deux classements annexes, montagne et points, et la victoire par équipe.
En cette année 1972 il obtient son premier billet olympique. À Munich, il participe à trois épreuves, sans éclat : route individuelle, 100 km contre-la-montre en équipes et poursuite individuelle. Auparavant il s'aguerrit aux compétitions internationales en participant à la Course de la Paix. Il s'y classe à la 30e place. Désormais et jusqu'en 1980, il fait partie des pelotons internationaux. 
Vainqueur de la Vuelta cubaine en 1976 et 1980, vainqueur du Prix de la montagne en une seconde fois en 1973, il est confronté à forte concurrence à partir de 1976 année de la première participation des cyclistes soviétiques au tour de Cuba. Aux polonais précurseurs en la participation se joignent les équipes de Tchécoslovaquie et de RDA viennent aussi parfaire leur entrainement sur les routes de la grande île. Les coureurs cubains sont loin de jouer les utilités mais en termes de victoires d'étapes les chances de vaincre s'amenuisent. En ce domaine "El bufalo" n'est pas un grand réalisateur : aucun succès après 1973 année où il emporte une deuxième victoire d'étape.

## Un champion panaméricain
Il porte les couleurs cubaines à un haut niveau lors des compétitions continentales en Amérique latine. En 1971 il rapporte de Cali où se déroule les Jeux panaméricains une médaille d'or obtenue dans l'épreuve qui permet le mieux de situer le niveau cycliste d'un pays les 100 km contre-la-montre disputés en équipes. Quatre années plus tard à Mexico il remporte le championnat individuel, où ses principaux adversaires sont les coureurs colombiens. Son second de l'épreuve routière est Alfonso Florez futur vainqueur du Tour de l'Avenir. Il gagne aussi une médaille d'argent dans les 100 km contre-la-montre avec l'équipe cubaine.

## Palmarès

### Tour de Cuba
- Classement général et classement de son équipe :
  - 1967 : première participation ; équipe de Güines, 10e
  - 1968 : deuxième sélection ; équipe de Güines non classée
  - 1969 : / (hors des 10 premiers); équipe (La Havane), 4e
  - 1971 : 2e ; équipe (La Havane), 1re
  - 1972 : 1er ; équipe (Nationale cubaine), 1re
  - 1973 : 3e ; équipe (La Havane) 1re
  - 1974 : 3e ; équipe (Nationale cubaine), 1re
  - 1976 : 1er ; équipe (Nationale cubaine), 1re
  - 1977 : 3e ; équipe ("Cuba A "), 1re
  - 1978 : 2e ; équipe ("Cuba  A"), 2e
  - 1979 : 7e ; équipe ("Cuba A"), 2e
  - 1980 : 1er ; équipe (La Havane), 4e
- Autre classement : Grand prix de la montagne :
  - 1er en 1972, 1973, 1978.
  - 2e en 1977, 1980.
  - 3e en 1976, 1979. 4e en 1969, 1971
- Autre classement annexe : Classement par points (combativité)
  - 1er en 1972
  - 3e en 1971. 4e en 1973
- Victoires d'étape :
  - 1971 : 2e étape
  - 1973 : 6e étape

### Jeux olympiques
Course en ligne
Trois participations.
- Munich 1972 : 75e au classement final[3].
- Montréal 1976 : abandon[4].
- Moscou 1980 : abandon[5].

100 km par équipes
Deux participations.
- Munich 1972 : 16e au classement final (avec Roberto Menéndez (en), Pedro Rodríguez (en) et Raúl Vázquez (en))[6].
- Montréal 1976 : 14e au classement final (avec Carlos Cardet, Jorge Gómez (en) et Raúl Vázquez (en))[7].

Poursuite par équipes
Une participation.
- Munich 1972 : 18e au classement final (avec Roberto Heredero (en), Roberto Menéndez (en) et Raúl Vázquez (en))[8].

### Championnats du monde de cyclisme sur route
- épreuve des 100 km contre-la-montre en équipe
  - Montjuich 1973 : 15e avec l'équipe cubaine
  - Montréal 1974 : 12e
- championnat individuel
  - Montjuich 1973 : 44e

### Jeux panaméricains
- Cali 1971
  -  médaille d'or des 100 km contre-la-montre en équipes (avec Galia Albelo, Roberto Menéndez (en) et Pedro Rodríguez (en)).
- Mexico 1975
  -   médaille d'or du championnat individuel sur route
  -  médaille d'argent des 100 km contre-la-montre par équipes (avec Carlos Cardet, Roberto Menéndez et José Prieto (en)).

### Championnats panaméricains
- Cali 1974
  -  Médaillé de bronze des 100 km contre-la-montre par équipes (avec Carlos Cardet, José Prieto (en) et Roberto Menéndez (en)).
- Saint-Domingue 1976
  -  Médaillé d'or des 100 km contre-la-montre par équipes (avec Carlos Cardet, Raúl Vázquez (en) et Roberto Menéndez).

### Course de la Paix
- 1972 : 30e[9].
- 1974 : 23e
- 1977 : 38e

### autres résultats
- 3e du Tour du Mexique 1971
  - victoire de l'équipe cubaine au classement final des équipes[10]
  - porteur du maillot de leader durant 4 jours.
- 5e du Tour du Mexique 1973[11]